# غونار جيرينغ
غونار جيرينغ (25 أكتوبر 1916 – 16 أبريل 2009) دبلوماسي سويدي. لغونار مسيرة دبلوماسية كبيرة، بدأت بمناصب في هامبورغ، موسكو، وبودابست، فَعمِل سكرتيرًا ثانيًا في وزارة الخارجية في عام 1947. شغل مناصب رئيسة في مفاوضات التجارة ووفود الأمم المتحدة قبل أن يعمل في سفارات في واشنطن العاصمة وأنقرة وبرن وبون. ثم عُيّن سفيرًا في صوفيا وبغداد ومدينة الكويت وويلينغتون، وأشرف أيضًا على العلاقات مع فيجي، وتونغا، وساموا الغربية. وشملت مسيرته المهنية أيضًا دورًا قياديًا في لجنة الإشراف على الدول المحايدة في كوريا والتدريس في كلية الدفاع الوطني السويدية.

## نشأته
وُلِد غونار في 25 أكتوبر 1916 في ستوكهولم بالسويد، وهو ابن القس، الحاصل على درجة الدكتوراه في الفلسفة هوغو جيرينغ وزوجته هيلان (ني أستروم). ونجح في امتحان الطلاب في عام 1934 وامتحان ضباط الاحتياط في عام 1939 (خدم برتبة ملازم في احتياطي سلاح الفرسان من عام 1942 إلى عام 1953). وفي عام 1939 حصل على درجة الدكتوراة في القانون من جامعة أوبسالا. ثم أكمل جيرينج عمله كاتبًا في محكمة مدينة ستوكهولم من عام 1940 إلى عام 1942 ثم عمل في وزارة الخارجية السويدية عام 1942.

## حياته المهنية
خدم غونار في هامبورغ في عام 1942، وفي موسكو في عام 1943، وفي بودابست في عام 1946، ثم عمل سكرتيرًا ثانيًا في وزارة الخارجية (السويد) في عام 1947. وكان عضوًا في اللجنة الحكومية السويدية المجرية في عام 1948 وعمل ممثلًا في المفاوضات التجارية مع بلغاريا (1947 و1949)، والمجر (1947)، ويوغوسلافيا (1948 و1949). وعمل سكرتيرًا عامًا لوفد الأمم المتحدة في باريس عام 1948 وفي مدينة نيويورك عام 1950.
عُيَّن غونار سكرتيرًا للسفارة في واشنطن العاصمة عام 1949 وأنقرة عام 1951، ورقي سكرتيرًا أولًا في وزارة الخارجية عام 1952، وعمل سكرتيرًا أولًا للسفارة في برن عام 1957. وعاد إلى الوزارة سكرتير أول في عام 1959 وعمل مدرسًا مساعدًا في كلية الدفاع الوطني السويدية من عام 1961 إلى عام 1962. وأصبح مستشارًا في السفارة في بون في عام 1962، وعُين سفيرًا في صوفيا (1964-1969) ثم في بغداد ومدينة الكويت (1969-1973). وفي عام 1974 التحق بكلية الدفاع الوطني السويدية قبل أن يعمل رئيسًا للوفد السويدي لدى لجنة الإشراف على الدول المحايدة في كوريا من 10 أبريل 1974 إلى 30 أبريل 1975. ثم عاد إلى وزارة الخارجية في عام 1975 وعُين سفيراً في ويلينغتون (ومعتمداً أيضاً لدى فيجي وتونغا وساموا الغربية) من عام 1979 إلى عام 1982.

## حياته الأسرية
في عام 1951 تزوج من إنغريد ويكاندر (1919-2010). كان والد إريك غونار (من مواليد 1952) وكارل جوستاف (من مواليد 1954).

## وفاته
توفي جيرينغ في 16 أبريل 2009 في رعية ناكا في ستوكهولم. ودُفِن في مقبرة ناكا الشمالية.

## الجوائز والأوسمة
- فارس وسام الوردة البيضاء لفلندا[2]
- فارس وسام الأسد الأبيض[2]